# Funció de Möbius
La funció de Möbius μ(n) és una funció matemàtica d'especial importància en teoria de nombres i combinatòria. Rep el seu nom d'August Ferdinand Möbius, qui la introduí el 1832.
Möbius, A. F. (1832), "Über eine besondere Art von Umkehrung der Reihen", Journal für die reine und angewandte Mathematik, 9: 105–123
Es defineix, per a tot nombre natural n, de la següent forma:
- μ(n) = 1 si n té un nombre parell de factors primers diferents,
- μ(n) = –1 si n té un nombre senar de factors primers diferents,
- μ(n) = 0 si n té algun factor primer repetit.
- Com a cas especial, es defineix μ(1) = 1.

A continuació es mostren els primers 50 valors de la funció (successió A008683 a l'OEIS)
La funció té gran rellevància en la teoria de les funcions multiplicatives i aritmètiques, ja que apareix en la fórmula d'inversió de Möbius. Altres aplicacions de μ(n) en combinatòria estan relacionades amb l'ús del teorema de Polya en grups combinatoris. En teoria de nombres, la funció de Mertens M(s) està emparentada amb la funció de Möbius, i es defineix com la suma dels n primers valors de μ(n).
La funció de Möbius és muliplicativa i, per tant, la sèrie formal de Dirichlet associada té un producte d'Euler:
{\displaystyle M(s)=\sum _{n=1}^{\infty }\mu (n)n^{-s}=\prod _{p\in {\mathcal {P}}}(1-p^{-s})}
La comparació amb la funció zeta demostra que almenys formalment {\displaystyle M(s)={\frac {1}{\zeta (s)}}}.

## Fórmula d'inversió de Möbius
Considerem f una funció aritmètica i F(s) la corresponent sèrie formal de Dirichlet.
La convolució de Dirichlet {\displaystyle g(n)=\sum _{d|n}f(d)} correspon a {\displaystyle G(s)=F(s)\zeta (s)={\frac {F(s)}{M(s)}}}.
A partir d'aquí es pot obtenir la fórmula d'inversió de Möbius, {\displaystyle f(n)=\sum _{d|n}\mu (d)g(n/d)}.
Una propietat especial de la fórmula d'inversió de Möbius és que {\displaystyle \sum _{d|n}\mu (d)} és 1 quan n=1 i 0 quan n>1.

### Conjectura de Mertens
Segons la conjectura de Mertens, es compliria la següent funció sumatòria: 
{\displaystyle \sum _{n\leq x}\mu (n)\leq {\sqrt {x}}}.
Això hagués implicat que la hipòtesi de Riemann també seria certa. Tot i això, s'ha demostrat computacionalment que la conjectura és falsa.